# Martin Jente

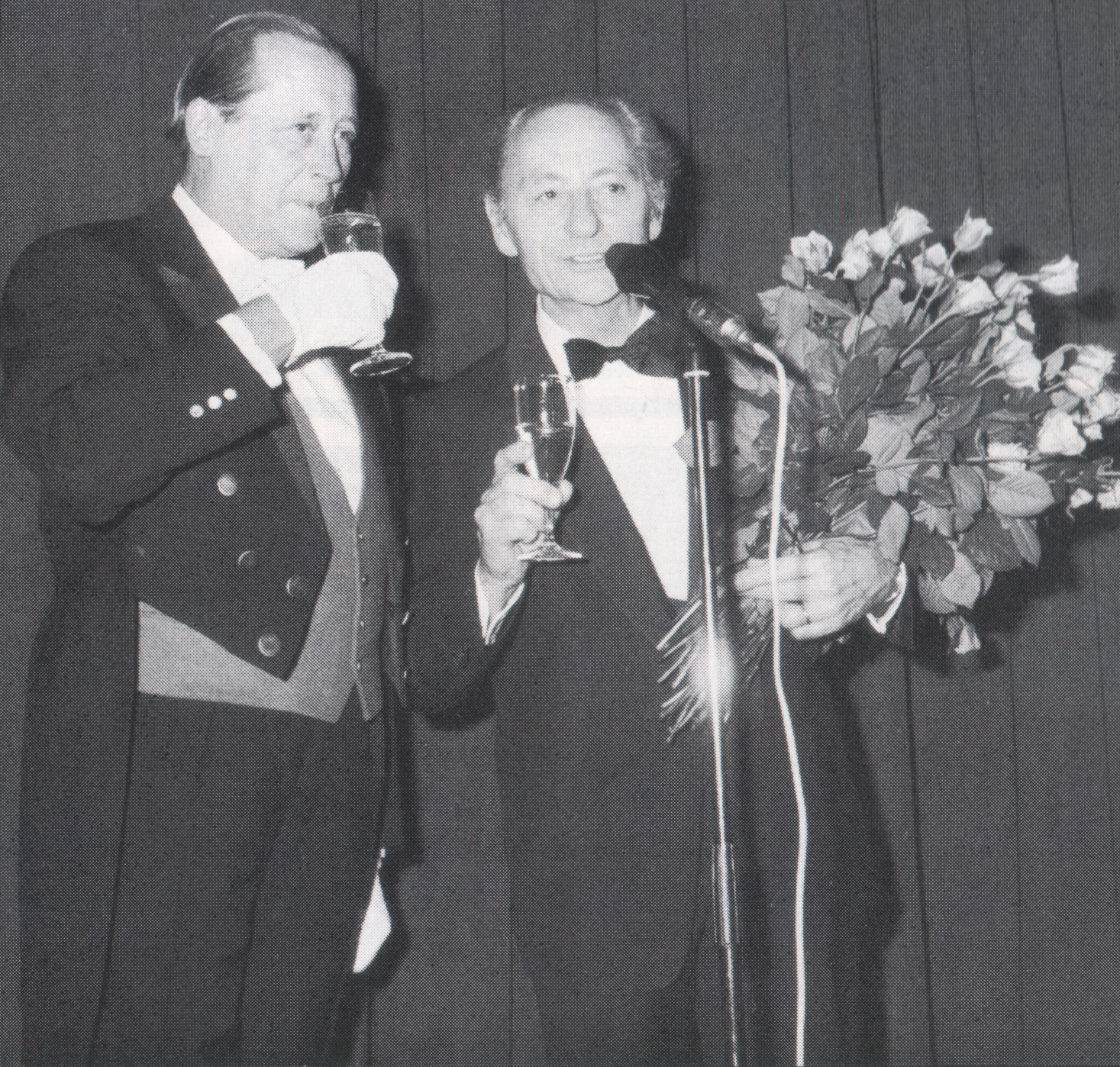
Martin Jente (links; 1979)

Martin Erich Bernhard Jente (* 6. Januar 1909 in Görlitz; † 14. Februar 1996 in Wiesbaden) war ein deutscher Schauspieler und Fernsehproduzent.
Während des Nationalsozialismus war er als Angehöriger der SS unter anderem als Adjutant im Führerhauptquartier tätig.

## Leben
Der Sohn eines Architekten absolvierte nach dem Abitur eine kaufmännische Lehre. Er besuchte die bei der Hochschule für Musik in Berlin angesiedelte staatliche Theaterschule unter der Leitung von Leopold Jessner und nahm Privatunterricht bei Ernst Legal. Vom 1. Dezember 1930 bis zum 1. September 1931 war er Mitglied der NSDAP. Ab 1931 war er am Deutschen Theater Berlin beschäftigt. Von 1931 bis 1938 fungierte er als Sprecher bei der Funk-Stunde Berlin (ab 1934: Reichssender Berlin). Im Juni 1933 wurde Jente SS-Mitglied und war Angehöriger des SS-Sturms 1/6 in Berlin (SS-Nummer 203.494). Am 20. April 1935 erfolgte eine Beförderung Jentes zum SS-Oberscharführer, im September 1936 eine weitere Beförderung zum SS-Hauptscharführer. Zum 1. Mai 1933 trat er erneut der NSDAP bei (Mitgliedsnummer 3.472.834). Von 1939 bis 1945 leistete er Wehrdienst im Rang eines Oberleutnants z. S. bei der Kriegsmarine als Kriegsberichterstatter und später als Adjutant im Führerhauptquartier.
Im Jahr 1945 gründete er das Kabarett Die Hinterbliebenen in Bad Reichenhall, dem er bis 1949 angehörte. Später betätigte Jente sich als Journalist beim Hessischen Rundfunk und schrieb Artikel für die Frankfurter Neue Presse.
Von 1956 bis 1970 war Jente als Fernsehproduzent für den Hessischen Rundfunk in über 500 Unterhaltungssendungen tätig, darunter Einer wird gewinnen, Zum Blauen Bock und Ein Platz für Tiere. Seine NS-Vergangenheit verheimlichte er erfolgreich.
Jente trat auch selbst als Butler ‚Herr Martin‘ in der Fernsehshow Einer wird gewinnen auf. Legendär war das Ritual, wenn er im Frack dem Quizmaster Hans-Joachim Kulenkampff Mantel, Hut, Schal und Schirm reichte und die Sendung mit einer ironischen Pointe beendete.
Danach wirkte er u. a. als Komiker an der Kleinen Komödie in Hamburg, am Bernhard-Theater in Zürich und am Theater Die Komödie in Frankfurt am Main. Jente spielte als Filmschauspieler unter anderem neben Heinz Erhardt 1971 in dem Film Unser Willi ist der Beste mit (Produzent: Horst Wendlandt). Er veröffentlichte auch mehrere Schallplatten, die an seine Bekanntheit als Fernseh-Butler anknüpften.
Jente war verheiratet und Vater zweier Kinder.

## Filmografie
- 1968: Komödien um Karin (Fernsehfilm)
- 1970: Die liebestollen Baronessen
- 1969: Dr. med. Fabian – Lachen ist die beste Medizin
- 1969: Rat mal, wer heut bei uns schläft
- 1970: Frei nach Mark Twain (Fernsehserie)
- 1970: Heintje – Einmal wird die Sonne wieder scheinen
- 1971: Hurra, wir sind mal wieder Junggesellen!
- 1971: Der Opernball (Fernsehfilm)
- 1971: Wir hau’n den Hauswirt in die Pfanne
- 1971: Glückspilze (Fernsehfilm)
- 1971: Unser Willi ist der Beste
- 1971: Hurra, bei uns geht’s rund
- 1973: Unsere heile Welt (Fernsehfilm)
- 1973: Polizeistation – Die Umsteiger
- 1973: Zwischen den Flügen (1 Episode)
- 1974: Motiv Liebe – Alte Liebe (Fernsehserie)
- 1974–1975: Im Auftrag von Madame (26 Episoden)
- 1983: Tatort – Blütenträume
- 1983–1992: Ein Fall für zwei (5 Episoden)
- 1984: Das Glücksmädel (Fernsehfilm)